# Neil Paterson (scenarzysta)
Neil Paterson (ur. 31 grudnia 1915 w Greenock, zm. 19 kwietnia 1995 w Crieff) – brytyjski pisarz i scenarzysta filmowy pochodzenia szkockiego. Laureat Oscara za najlepszy scenariusz adaptowany do filmu Miejsce na górze (1959) Jacka Claytona.

## Filmografia

### scenarzysta
- 1953: The Kidnappers
- 1959: Miejsce na górze
- 1962: The Spiral Road
- 1990: Mali porywacze